# 银果牛奶子
银果牛奶子（学名：Elaeagnus magna）为胡颓子科胡颓子属下的一个种。

## 扩展阅读
- 維基物種上的相關：银果牛奶子